# Polskie tango
Polskie tango – album studyjny polskiego piosenkarza Krzysztofa Krawczyka. Wydawnictwo ukazało się w 1999 roku nakładem wytwórni muzycznej Koch International Poland.
W 2008 roku album został wznowiony jako część antologii Leksykon Krzysztofa Krawczyka (ISBN 978-83-7429-491-1). 16 lipca, także 2008 roku reedycja uzyskała w Polsce status złotej płyty.

## Lista utworów
Opracowano na podstawie materiału źródłowego.
1. "Polskie tango" (sł. Andrzej Kosmala, muz. Ryszard Kniat) - 4:15
2. "W kalendarzu jest taki dzień" (sł. Ludwik Jerzy Kern, muz. Adam Wiernik) - 3:21
3. "Co nam zostało z tych lat" (sł. Julian Tuwim, muz. Władysław Dan) - 2:31
4. "Powróćmy jak za dawnych lat" (sł. Jerzy Jurandot, muz. Henryk Wars) - 3:00
5. "Przy kominku" (sł. Andrzej Włast, muz. Artur Gold) - 4:03
6. "Nie kochać w taką noc - to grzech" (sł. Jerzy Jurandot, muz. Zygmunt Wiehler) - 3:08
7. "Pierwszy siwy włos" (sł. Zenon Friedwald, muz. Henryk Jabłoński) - 4:37
8. "Tango milonga" (sł. Andrzej Włast, muz. Jerzy Petersburski) - 3:33
9. "Już nigdy" (sł. Andrzej Włast, muz. Jerzy Petersburski) - 3:38
10. "Jesienne róże" (sł. Andrzej Włast, muz. Artur Gold) - 3:06
11. "Piosenka przypomni ci" (sł. i muz. Zbigniew Maciejowski) - 4:08
12. "Pamiętam twoje oczy" (sł. i muz. Zygmunt Karasiński) - 3:22
13. "Ta ostatnia niedziela" (sł. Zenon Friedwald, muz. Jerzy Petersburski) - 3:37
14. "Takie tango" (sł. Andrzej Mogielnicki, muz. Romuald Lipko) - 4:01

| Leksykon Krzysztofa Krawczyka 8 – polskie tango |
| --- |
| 1. "Polskie tango" 2. "Pieśń o matce" 3. "Takie tango" 4. "To ostatnia niedziela" 5. "Pamiętam Twoje oczy" 6. "Piosenka przypomni Ci" 7. "Jesienne róże" 8. "Już nigdy" 9. "Tango milonga" 10. "Pierwszy siwy włos" 11. "Nie kochać w taką noc to grzech" 12. "Przy kominku" 13. "Powrócimy jak za dawnych lat" 14. "Co nam zostało z tych lat" 15. "W kalendarzu jest taki dzień" 16. "Serce matki" |